# 拜耳张力学说
拜耳张力学说（Baeyer张力学说，或张力学说）是由阿道夫·冯·拜尔于1885年用以解释不同环烷烃的稳定性而提出的一个理论。这个学说认为，所有环状化合物都具有环平面结构，由于键角（即多边形内角）与sp3杂化轨道正常键角（109°28'）有差别，因此所有环系都存在角张力。这个偏转角可以用（sp3杂化轨道正常键角 - 多边形内角）÷ 2 来计算。
各常见环烷烃的偏转角可以依此计算出来，见下表。根据这些数据，可以认定大环化合物与小环化合物一样，环系越偏出五元环，偏转角越大，张力越大。由于张力越大，分子能量越高，分子越不稳定，故小环的环丙烷环系容易开环。这便是拜耳张力学说对不同环烷烃稳定性的解释。
| 环烷烃 | 环丙烷  | 环丁烷 | 环戊烷 | 环己烷 | 环庚烷 | 环辛烷  |
| 偏转角 | +29°44' | +9°44' | +0°44' | -5°16' | -10°3' | -12°46' |

事实上，大环化合物是稳定的。除三元环和芳香环具有平面结构外，其他环都不是真正的平面结构，因此自然也就不存在所谓“偏转角”，拜耳张力学说是错误的。但它所提出的当分子内键角偏离正常键角时会产生张力的现象，却是存在的。这种张力称为角张力。